# Lin Zongsu
Lin Zongsu (kineski: 林宗素; 1878 – 1944) bila je kineska sufražetkinja i književnica. Osnovala je prvu žensku organizaciju u Kini i bila je jedna od najzapaženijih političkih feminističkih aktivistkinja u periodu vladavine dinastije Ćing. Takođe je postala jedna od prvih kineskih žena novinara i urednica novina. Kao novinarka, objavljivala je članke o pravima žena i vodila nekoliko ženskih organizacija sve dok demokratija nije bila suzbijena 1913. U kasnijem životu predavala je u Singapuru i tamo vodila brodsko preduzeće koje je moglo da finansira novine njenog brata u Kini. Posle decenije u jugoistočnoj Aziji, ona i njen suprug vratili su se u Kinu i živeli u južnom delu zemlje gde su vodili svoj privatni posao.

## Biografija
Lin Zongsu rođena je 1878. godine u Minhou, provinciji Fuđen u Kini, od Lin književnice, i Huang Fu-a, učenjaka i kompozitora. Njeni roditelji su odlučili da joj ne vežu stopala i majka ju je podučavala kod kuće. Kada joj je majka umrla, Lin je bila još prilično mlada i živela je sa stricem, pohađajući školu. Oko 1898. godine preselila se u Hangdžou, gde se pridružila svom starijem bratu koji je tamo bio novinar. Upoznala se sa revolucionarnim grupama anti-dinastičke u nastajanju i upoznala Kju Čin, koja će kasnije postati mučenica revolucije. Godine 1902. započela je studije u Patriotskoj školi za devojke u Šangaju. Škola je radikalno odstupila od tradicionalnih kineskih škola, mešajući studije hemije i fizike sa istorijom Francuske revolucije i ruskog nihilističkog pokreta, kao i zagovarajući politički angažman žena. Ubrzo je krenula za ostalim kineskim studentima u Japan 1903.
Kao i drugi kineski studenti tokom ovog perioda, Lin, koja je bila u pratnji njenog brata, želela je da može da uči van sistema Kine kojim dominira vlada i stekne savremeni senzibilitet. Marširala je u znak protesta protiv rusko-japanskog rata i pridružila se japanskom Crvenom krstu da bi naučila medicinsku veštinu i mogla da pomogne ranjenim vojnicima. Takođe je osnovala prvo udruženje ženskih studentkinja sa ostalim kineskim studentkinjama, pod nazivom Društvo uzajamne ljubavi koje se zalagalo za ženska prava i njihovo pravo na obrazovanje. Organizacija je svoje stavove objavila u časopisu Jiangsu, a Lin je počela da piše eseje o jednakosti. Godine 1903. objavila je u časopisu predgovor za knjigu Alarm za žene koji je napisao Jin Songcen, a koji je pozivao žene da oslobode sebe i svoju naciju.
Posle godinu dana u Japanu, vratila se u Šangaj i otišla da radi u novinama svog brata Kineske Kolokvijalne Vesti (kineski: 中国白话报), postavši jedna od prvih žena novinarki u Kini. Takođe je postala saradnica urednika za Dnevni alarm. Oba ova rada pružala su analizu i komentare o demokratiji, a Lin je napisala mnogo članaka zagovarajući revoluciju, pre nego što ih je vlada prisilila da ih zatvori 1905. godine. Odlučila je da se vrati u Japan da bi studirala u Tokijskoj višoj normalnoj školi. Te jeseni, kada je Huan Sin osnovao fabriku municije u Jokohami, ona i drugi kineski studenti počeli su da učestvuju u anarhističkim aktivnostima i postali poznati kao „Sofijine heroine“, pozivajući se na aktivnosti Sofije Perovske. U decembru 1905. godine pridružila se organizaciji Tunmenhoji sa Sun Jatsenom da nastavi svoj aktivizam i učestvovala u mnogim njihovim antivladinim aktivnostima. Tada je 1906. godine japansko Ministarstvo obrazovanja donelo edikt kojim se ograničava politička aktivnost kineskih učenika i studenata. Završila je obrazovanje u višoj normalnoj školi i udala se za prijatelja svog brata, Tong Fua iz Šangaja.

## Karijera
Dinastija Ćing pala je u oktobru 1911. godine sa uspehom ustanka iz Vučanga i Lin se vratila u Kinu. Pridružila se Kineskoj socijalističkoj partiji kada ju je organizovao Hian Kanhu. Dana 12. novembra 1911. Lin je u Šangaju osnovala prvu organizaciju u Kini koja traži žensko pravo glasa. Organizacija je formirana kao ogranak socijalističke partije, tako da su žene mogle da traže političke promene. Takođe je osnovala časopis pod nazivom Vremena žene za objavljivanje informacija o biračkom pravu i organizaciji. 
Lin se sastala sa Sun Jatsenom u Nankingu 1912. godine i dobila je njegovo obećanje da će žene dobiti glas kada bude osnovana Nacionalna skupština. Izjavu je objavila u dva časopisa stekavši i odobravanje i neodobravanje. Sun, iako je dao dozvolu Lin da štampa njegove izjave, distancirao se od kontroverze rekavši da će o biračkom pravu odlučivati većina. Lin je objavila još jedan članak u časopisu Nebeska zvona pobijajući njegovu verziju njihove rasprave. Stavivši ideju ženskih glasova u javni prostor, nekoliko drugih ženskih organizacija formirano je da se zalaže za prava dok su trajale rasprave o Privremenom ustavu Republike Kine i podnele su formalni predlog za jednakost. Kada je Ustav objavljen 11. marta, nije sadržavao odredbe o ženskom glasanju. Žene su nastavile da vrše pritisak na privremeni senat i poslale pet peticija tražeći da im se legalizuju prava, ali je Narodna skupština videla njihove postupke kao preteće i odbila je da ih sasluša.

## Kasniji život
Godine 1913. Lin i Tong su se razveli i Lin je napustila političku scenu i presellila se u Nanking. Demokratija je suzbijena pod režimom Juan Šikaija i kada je Lin pozvana da ode u jugoistočnu Aziju, ona se složila. Na poziv Singapurske privredne komore, Lin se preselila i postala nastavnica. Udala se za trgovca iz Hangdžoua i vodili su uspešan brodski posao postajući prilično dobrostojeći. Lin je prihodom pomogala bratu da finansira njegove novine. U martu 1922. godine par se vratio u Peking, ali se zbog poslovnih interesa njenog supruga ubrzo preselila u Kajfeng, u provinciji Henan. Godine 1925. jedino dete para umrlo je i Lin se nakon toga pridružila svom bratu u Pekingu. Nakon što je ubijen sledeće godine, vratila se na jug. Kada je izbio Drugi kinesko-japanski rat, porodica se preselila u Kunming, u provinciji Junan, gde je umrla 1944. godine.